# Bucksport (Maine)
Bucksport – miasto w Stanach Zjednoczonych, w stanie Maine, w hrabstwie Hancock.